# Аталая (Пиньел)
Атала́я (порт. Atalaia) — район (фрегезия) в Португалии, входит в округ Гуарда. Является составной частью муниципалитета Пиньел. По старому административному делению входил в провинцию Бейра-Алта. Входит в экономико-статистический субрегион Бейра-Интериор-Норте, который входит в Центральный регион. Население составляет 160 человек на 2001 год. Занимает площадь 24,39 км².
Покровителем района считаются Носса-Сеньора-да-Консейсан и Сан-Себаштиан (порт. Nossa Senhora da Conceição e São Sebastião).